# Gli adoratori del diavolo
Gli adoratori del diavolo (The Devil's Claim) è un film muto del 1920 diretto da Charles Swickard. Prodotto dalla Haworth Pictures Corporation, la compagnia fondata da Sessue Hayakawa, ha come protagonisti lo stesso Hayakawa, Rhea Mitchell e Colleen Moore. Di genere drammatico, fu sceneggiato da J. Grubb Alexander, basato su un soggetto dello stesso scrittore.

## Trama

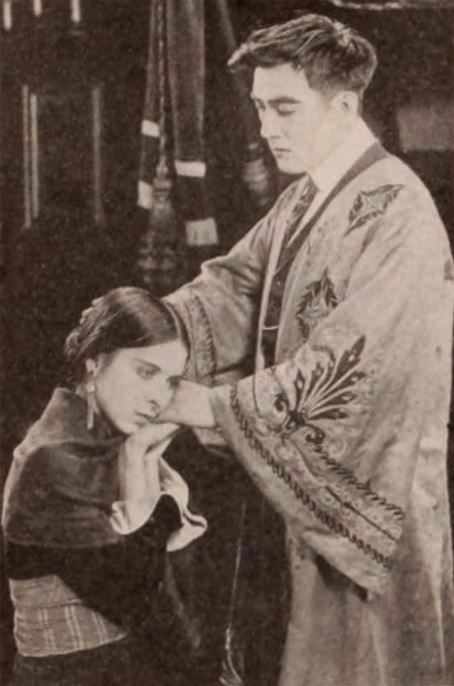
Colleen Moore, Sessue Hayakawa

Per i suoi romanzi, Akbar Khan, uno scrittore indù che vive nel Greenwich Village, si ispira alle storie d'amore che vive in prima persona. Esaurisce però il proprio interesse per le sue "muse" quando alla fine riesce a conquistarle. Indora, una giovane persiana, non accetta il suo destino di donna abbandonata e cerca di uccidere, senza riuscirci, Akbar. Un'assistente sociale, Virginia Crosby, prende a cuore la situazione della ragazza e si mette in testa di conquistare per lei lo scrittore. Così, la donna finge di innamorarsi di Akbar e lo coinvolge in una serie di storie avventurose, ispirandogli dei racconti che hanno come protagonista un gruppo di adoratori del diavolo avversati dall'eroe della storia, Hassa, accompagnato da una bella donna indù. Prima che l'ultima puntata della storia sia scritta, Virginia manda da Akbar indora, che prende il suo posto. Lo scrittore, finalmente, si rende conto di amare la giovane persiana.

## Produzione
Il film fu prodotto dalla Haworth Pictures Corporation con il titolo di lavorazione The Devil's Trade-Mark.

## Distribuzione
Il copyright del film, richiesto dalla Haworth Pictures Corp., fu registrato l'8 giugno 1920 con il numero LU15399.
Distribuito dalla Robertson-Cole Distributing Corporation, il film uscì nelle sale cinematografiche statunitensi il 2 maggio 1920. A Los Angeles, il film fu presentato a inizio agosto 1920. In Italia, ottenne nel 1924 il visto di censura numero 19575.
Copie incomplete della pellicola sono conservate negli archivi del George Eastman Museum.